# Galaxias
Galaxias és un gènere de peixos de riu de la família dels galàxids, distribuïts per aigües fluvials de clima temperat de l'hemisferi Sud: Oceania, Amèrica del Sud i Sud-àfrica.

## Taxonomia
- Galaxias anomalus (Stokell, 1959)
- Galaxias argenteus (Gmelin, 1789)
- Galaxias auratus (Johnston, 1883)
- Galaxias brevipinnis (Günther, 1866)
- Galaxias cobitinis (McDowall i Waters, 2002)
- Galaxias depressiceps (McDowall i Wallis, 1996)
- Galaxias divergens (Stokell, 1959)
- Galaxias eldoni (McDowall, 1997)
- Galaxias fasciatus (Gray, 1842)
- Galaxias fontanus (Fulton, 1978)
- Galaxias fuscus (Mack, 1936)
- Galaxias globiceps (Eigenmann, 1928)
- Galaxias gollumoides (McDowall i Chadderton, 1999)
- Galaxias gracilis (McDowall, 1967)
- Galaxias johnstoni (Scott, 1936)
- Galaxias macronasus (McDowall i Waters, 2003)
- Galaxias maculatus (Jenyns, 1842)
- Galaxias neocaledonicus (Weber i de Beaufort, 1913)
- Galaxias niger (Andrews, 1985)
- Galaxias occidentalis (Ogilby, 1899)
- Galaxias olidus (Günther, 1866)
- Galaxias parvus (Frankenberg, 1968)
- Galaxias paucispondylus (Stokell, 1938)
- Galaxias pedderensis (Frankenberg, 1968)
- Galaxias platei (Steindachner, 1898)
- Galaxias postvectis (Clarke, 1899)
- Galaxias prognathus (Stokell, 1940)
- Galaxias pullus (McDowall, 1997)
- Galaxias rekohua (Mitchell, 1995)
- Galaxias rostratus (Klunzinger, 1872)
- Galaxias tanycephalus (Fulton, 1978)
- Galaxias truttaceus (Valenciennes, 1846)
- Galaxias vulgaris (Stokell, 1949)
- Galaxias zebratus (Castelnau, 1861)